# Manoir de Kerguélavant
Le manoir de Kerguélavant est un édifice situé à Pont-Scorff, en France.

## Situation
Le manoir est situé sur le territoire de la commune de Pont-Scorff, au lieu-dit Kerguélavant, dans le département du Morbihan, en région Bretagne.

## Description
Le manoir date des XVIIe et XVIIIe siècles, il est composé d'un corps de logis principal à étage de type ternaire à double orientation couvert d'un toit à croupe brisée. Un escalier axial à retours avec jour en charpente avec rampe en fer forgé dessert l'étage. Deux pavillons latéraux asymétriques en rez-de-chaussée sont couverts d'un toit à croupe simple. Le puits en pierre de taille est doté d'une superstructure en fer forgé. Édifice à un étage carré, étage en surcroît, élévation ordonnancée. Toiture  à longs pans recouverte d'ardoises, croupe.

## Histoire
Le manoir de Kerguélavant, situé face à l'anse de Saint-Urchaud sur le Scorff, est mentionné comme terre noble (Kerquendaflen) en 1448, appartenant au Terrien. Il ne subsiste rien de l'édifice d'origine. L'édifice actuel est édifié pour la Compagnie des Indes en 1683, date portée sur le linteau d'une fenêtre d'étage sur l'élévation nord. Les ouvertures sud du corps de logis principal ont été modifiées ou créées au XVIIIe siècle, celles du rez-de-chaussée nord ont été agrandies en porte-fenêtres au XIXe siècle, probablement lors de la modernisation de l'intérieur : escalier changé, pièces lambrissées. L'aile est, de la fin du XVIIe siècle, a vu ses ouvertures modifiées au XIXe siècle. L'aile ouest semble reconstruite au XIXe siècle. Puits datant du XVIIIe siècle.
Il est inscrit à l'inventaire général du patrimoine culturel en 1975.